# Пропойское староство
Пропойское староство (пол. Starostwo Propojskie) — административная единица в составе Речицкого повета Минского воеводства Великого княжества Литовского провинции Речи Посполитой. Центром Пропойского староства было местечко Пропойск.

## История
- В XIV в. - зависит от Киева, находится в составе Великого княжества Литовского.
- В 1430 г. - Пропойск принадлежал Свидригайлу.
- В 1511 г. - получило налоговую привилегию. Становится центром староства Пропойск - королевский город.
- С 1518 г.. - согласно метрики Литовской в староство входит деревни Черышче, Езёра, Грыбы, Лапиче, Головчице (Головаче).
- В 1654—1667 гг. — период войны между Речью Посполитой и Россией. Разруха, бунт и война из-за вторжения казаков под командованием Золотаренко И. Н. и его брата Золотаренко В. Н.. После чего в 1675 г. осталось всего 25 населённых пунктов[1].
- В 1700–1721 гг. - период Северной войны, в 1708 г. погиб каждый третий житель. 28 сентября  1708 г. состоялась битва под деревней Лесная шведов и русских. В сражении русские потеряли 1111 человек убитыми, шведы 8,7 тыс. человек. Погибших русских похоронили на деревенском кладбище и построили небольшую деревянную церковь[1].
- В 1772 году - существование прекратило Пропойское староство после первого раздела Речи Посполитой - территория вошла в состав Российской империи. Административное деление староства было ликвидировано.

### Административно-территориальное деление
Староство находилось в приграничной территории и одним из первых оказывалось в зоне военных конфликтов. Состав административного деления менялся из-за частых войн со стороны московского царя и
украинских казаков, и из-за купли-продажи населённых пунктов.  Состав староства делился на войтовства, дворы деревни (сёла) называемые ещё как "дымы", и поместья. На момент Люстрации 1765 . в состав староства входили село (весь) Рудня Старая, Вирова. 
Войтовство Запольскоед. Васькевичи, Ржавка, Жеролы, Уречье, Пойчоры, Шотомы, Чиковка, Хорошцяны, Устанна.
Войтовство Запронскоед. Рыгайлина, Дольна, Рынковка, Луговка, Дубровка, Лопча, Ржавице, Прыпечонка, Соколовка, Усох, Слобода Рябиновка.
Войтовство Засожское (за р. Сож)весь Монастырек, Головчице, Жабень Стары, Жабень Новы, Чудзинь Стары, Чудзинь Новы,
Ховны, Клины, Замощене, Циговка, Герчна, Желизе, Горна, Палуж, Бируле, Трубильна, Трубильна Нова, Почопы, Княжовка, Усциновиче, Соболе, Берчаки, Волынец, Каменка, Дубно, Шишковка, Городец, Ельна, Бакуновиче, Усце, Травна, Бардзич, Ясенец, Немыльна, Буда, Захоронка, Маластовка, Слобода Стажынка, Слобода Люльня, Слобода Ровнишче, город Краснополь (Краснополье), 
весь (деревня) Езьоры, Мирохоша, Слобода Журавель, Чудин, Лысовка, Слобода Малиновка, Слобода  Буда, 
староство Головчицкоевесь (деревня) Головчице, Слобода Розмысловка, Желизе, Горна, Грибы, Малушин, Янов, Слобода  Галузы, Слобода  Горная, Быча, Кобыличи, Кошель, Слобода  Стюденец, Слобода Рудня,
староство Бычанскоевесь (деревня) Быча, Рохля, Бахань, Куликовка, Кульчицы, Кононовка.

### Старосты и наместники пропойские
Последовательно были Чарторыйские, Вишневские, Зеновичи, Солтаны, Служки, Красиньские, Заронко, 
Незабитовские, Сапеги, Хрептовичи, Массальские.
- В 1547—1570 гг. — Юрий Николаевич Зенович.
- С 1577 г. — Криштоф Юрьевич Зенович, воєвода берестейський.
- З 1614 г. — Николай Богуслав Зенович.
- З 1622 г. — Александр Дажбог Сапега.
- Александр Служка (Слушка).
- Михаил Казимир Радзивилл
- С 1754 г. — Юзеф Адриан Масальский.
- До 1769 г. - Станислав Бжостовский.
- С 25 апреля 1769 г. - Неселовский, Юзеф.
- 16 сентября 1772 г. - в составе Российской империи, Екатерина II подарила князю Александру М. Голицыну.